# Casus foederis
Casus foederis è una locuzione latina che significa "caso dell'alleanza". Indica la circostanza per la quale diventa obbligatorio l'intervento di uno dei firmatari di un'alleanza militare a fianco di un altro.

## Intervento armato
Nelle relazioni degli Stati dell'Ottocento, il casus foederis coincideva con un trattato che comportava l'impegno di una delle parti contraenti ad entrare in guerra a fianco dell'altra (o delle altre, in caso di alleanza multilaterale); sia che fossero alleanze difensive (che scattavano in caso di aggressione esterna ad uno dei contraenti), sia che fossero offensive (che scattavano comunque), il mezzo con cui prestare sostegno era l'entrata in guerra a fianco del contraente.

## Obbligo di consultazione
I Trattati del secondo dopoguerra hanno inteso costruire il casus foederis in modo meno automatico: ad esempio, l'articolo 5 del Trattato NATO si limita a prevedere un obbligo di consultazione tra le parti, nel caso di attacco ad uno di essi; ciò peraltro non ha mai impedito di considerare in modo estremamente serio l'impegno di azione comune, visto che il trattato ha salvaguardato l'Europa occidentale per tutto il periodo della guerra fredda.
Per converso, l'utilizzo che dell'articolo 5 è stato fatto in condizioni di conflitto non interstatale è apparso per lo più simbolico: il consiglio atlantico votò la sua applicazione all'indomani degli attacchi terroristici dell'11 settembre a New York, ma furono poi atti autonomamente decisi (e non da tutti gli alleati NATO) quelli che diedero luogo alla "coalizione dei volenterosi" che seguirono George W. Bush nell'invasione dell'Iraq.
La medesima considerazione potrebbe applicarsi all'invocazione dell'articolo 42, paragrafo 7 del Trattato sull'Unione europea, fatta dal presidente francese François Hollande il 16 novembre 2015 e seguita dalla conforme decisione del consiglio difesa dell'Unione europea il giorno dopo.